# Mr. Hurry-up
Mr. Hurry-up è un cortometraggio del 1907.

## Trama
Il signor Hurry-Up si veste di fretta, poi scende a fare colazione sempre di fretta. Finita la colazione esce di casa sempre di fretta e si dirige verso il lavoro. Arrivato al lavoro sempre di fretta si mette alla sua scrivania, ma inizia a soffrire di mal di denti e corre dal dentista. Una volta arrivato dal dentista, gli viene tolto il dente paga e se ne va. Dolorante entra in un bar ed incomincia a bere, scolandosi la bottiglia; felice ed ubriaco paga e se ne va via. Barcollando arriva a casa.

## Conosciuto anche come
USA (titolo alternativo): Mr. Hurry-Up of New York